# ستيف غريفز
ستيف غريفز هو لاعب هوكي الجليد كندي، ولد في 7 أبريل 1964.

## وصلات خارجية
- ستيف غريفز على موقع دوري الهوكي الوطني (الإنجليزية)
- ستيف غريفز على موقع قاعة مشاهير الهوكي (لاعب أن.إتش.أل) (الإنجليزية)
- ستيف غريفز على موقع EliteProspects.com (الإنجليزية)
- ستيف غريفز على موقع HockeyDB.com (الإنجليزية)
- ستيف غريفز على موقع Hockey-Reference.com (الإنجليزية)